# Den stora björnen
Den stora björnen är en dansk/svensk animerad film i regi av Esben Toft Jacobsen och manus av Jannik Tai Mosholt och Esben Toft Jacobsen.

## Handling
Jonathan och hans lillasyster Sophie är på semester hos sin morfar. Jonathan gör allt han kan för att slippa vara med Sophie, men när han äntligen lyckas med det, är det på ett helt annat sätt än han hade förväntat sej. Sophie blir nämligen kidnappad av en gigantisk björn, och nu måste Jonathan rädda Sophie djupt inne i skogen. Snart är de inblandade i kampen mellan skogens jägare och den stora björnen, och först då Jonathan och Sophie blir sams kan de rädda sej själva och björnen från förstörelse.

## Rollista
| Roll     | Dansk röst            | Svensk röst             |
| -------- | --------------------- | ----------------------- |
| Jonathan | Markus Rygaard        | Simon Iversen Sannemark |
| Sophie   | Alberte Blichfeldt    | Alice Engström          |
| Jägaren  | Flemming Quist Møller | Lennart Jähkel          |
| Morfar   | Elith Nulle Nykjær    | Torsten Wahlund         |